# Halowe Mistrzostwa Świata w Lekkoatletyce 1993 – trójskok kobiet
Trójskok kobiet – jedna z konkurencji rozgrywanych podczas halowych mistrzostw świata w lekkoatletyce w 1993. Kwalifikacje odbyły się 13 marca, a finał został rozegrany 14 marca.
Do kwalifikacji zgłoszone zostały 22 zawodniczki z 17 państw.
Zawody w tej konkurencji wygrała reprezentantka Ukrainy Inesa Kraweć. Drugą pozycję zajęła zawodniczka z Rosji Iołanda Czen, trzecią zaś reprezentująca też Rosję Inna Łasowska.

## Wyniki

### Kwalifikacje
Źródło: 
Grupa A
| Miejsce | Zawodniczka       | Państwo                              | Podejście | Podejście | Podejście | Wynik | Uwagi |
| Miejsce | Zawodniczka       | Państwo                              | #1        | #2        | #3        | Wynik | Uwagi |
| ------- | ----------------- | ------------------------------------ | --------- | --------- | --------- | ----- | ----- |
| 1.      | Andrea Ávila      | Argentyna                            | X         | 13,42     | 13,66     | 13,66 | NR    |
| 2.      | Sylvie Borda      | Francja                              | X         | 13,61     | –         | 13,61 |       |
| 3.      | Flora Hyacinth    | Wyspy Dziewicze Stanów Zjednoczonych | 13,23     | 13,24     | 13,52     | 13,52 | NR    |
| 4.      | Rachel Kirby      | Wielka Brytania                      | 13,27     | X         | X         | 13,27 |       |
| 5.      | Cynthea Rhodes    | Stany Zjednoczone                    | 13,15     | 12,98     | 13,05     | 13,15 |       |
| 6.      | Lene Espegren     | Norwegia                             | X         | X         | 13,05     | 13,05 |       |
| 7.      | Ksenija Predikaka | Słowenia                             | 12,60     | 12,56     | X         | 12,60 |       |
| 8.      | Kelly Dinsmore    | Kanada                               | X         | 12,52     | 12,55     | 12,55 |       |
| 9.      | Mary Berkeley     | Wielka Brytania                      | X         | 11,74     | 12,50     | 12,50 |       |
| –       | Claudia Haywood   | Stany Zjednoczone                    | X         | X         | X         | NM    |       |
| –       | Ildiko Fekete     | Węgry                                | X         | X         | X         | NM    |       |
| –       | Ljudmiła Ninowa   | Austria                              | DNS       | DNS       | DNS       | DNS   |       |

Grupa B
| Miejsce | Zawodniczka         | Państwo   | Podejście | Podejście | Podejście | Wynik | Uwagi |
| Miejsce | Zawodniczka         | Państwo   | #1        | #2        | #3        | Wynik | Uwagi |
| ------- | ------------------- | --------- | --------- | --------- | --------- | ----- | ----- |
| 1.      | Inna Łasowska       | Rosja     | X         | 14,25     | –         | 14,25 |       |
| 2.      | Concepción Paredes  | Hiszpania | 13,46     | 13,96     | –         | 13,96 | NR    |
| 3.      | Antonella Capriotti | Włochy    | 13,73     | –         | –         | 13,73 | NR    |
| 4.      | Helga Radtke        | Niemcy    | 13,22     | 13,47     | 13,72     | 13,72 |       |
| 5.      | Šárka Kašpárková    | Czechy    | 13,09     | X         | 13,72     | 13,72 |       |
| 6.      | Iołanda Czen        | Rosja     | 13,71     | –         | –         | 13,71 |       |
| 7.      | Eloína Echevarría   | Kuba      | 13,70     | –         | –         | 13,70 | NR    |
| 8.      | Inesa Kraweć        | Ukraina   | X         | 13,12     | 13,56     | 13,56 |       |
| 9.      | Anja Vokuhl         | Niemcy    | 13,52     | –         | –         | 13,52 |       |
| 10.     | Iolanda Oanță       | Rumunia   | 12,09     | 13,22     | 13,32     | 13,32 |       |
| 11.     | Zhang Yan           | Chiny     | X         | X         | 13,27     | 13,27 |       |
| 12.     | Monica Toth         | Rumunia   | X         | X         | 12,70     | 12,70 |       |

### Finał
Źródło: 
| Miejsce | Zawodniczka         | Państwo                              | Podejście | Podejście | Podejście | Podejście | Podejście | Podejście | Wynik | Uwagi |
| Miejsce | Zawodniczka         | Państwo                              | #1        | #2        | #3        | #4        | #5        | #6        | Wynik | Uwagi |
| ------- | ------------------- | ------------------------------------ | --------- | --------- | --------- | --------- | --------- | --------- | ----- | ----- |
| 01 !    | Inesa Kraweć        | Ukraina                              | 13,71     | X         | 14,20     | 14,34     | 14,47     | 14,33     | 14,47 | WR    |
| 02 !    | Iołanda Czen        | Rosja                                | 14,18     | X         | 13,66     | 14,27     | 14,36     | X         | 14,36 |       |
| 03 !    | Inna Łasowska       | Rosja                                | X         | 14,35     | 13,80     | 14,26     | X         | 14,03     | 14,35 |       |
| 4.      | Antonella Capriotti | Włochy                               | 13,67     | X         | 13,83     | X         | 13,69     | 14,01     | 14,01 | NR    |
| 5.      | Helga Radtke        | Niemcy                               | 13,52     | 13,95     | X         | 13,56     | X         | X         | 13,95 |       |
| 6.      | Concepción Paredes  | Hiszpania                            | 13,79     | 13,83     | 12,21     | 13,67     | 13,41     | X         | 13,83 |       |
| 7.      | Šárka Kašpárková    | Czechy                               | 13,81     | X         | 13,64     | 13,11     | X         | 13,80     | 13,81 | NR    |
| 8.      | Eloína Echevarría   | Kuba                                 | X         | 13,35     | 13,39     | X         | 13,67     | 13,77     | 13,77 | NR    |
| 9.      | Anja Vokuhl         | Niemcy                               | 13,38     | 13,22     | 12,99     | NQ        | NQ        | NQ        | 13,38 |       |
| 10.     | Andrea Ávila        | Argentyna                            | 13,13     | 13,35     | X         | NQ        | NQ        | NQ        | 13,35 |       |
| 11.     | Sylvie Borda        | Francja                              | 12,90     | 12,49     | X         | NQ        | NQ        | NQ        | 12,90 |       |
| 12.     | Flora Hyacinth      | Wyspy Dziewicze Stanów Zjednoczonych | X         | X         | 11,40     | NQ        | NQ        | NQ        | 11,40 |       |